# 토네이도
토네이도(tornado) 또는 용오름(문화어: 룡올림)은 미국, 유럽, 동북아시아 등 온난 지역의 여름에 주로 발생하는 강력한 바람의 일종이며 주로 적란운에서 발생한다. 뇌우를 같이 동반하며 우박도 내린다. 그 규모는 일반적인 회오리바람보다 훨씬 커 지름이 수백 미터에 달할수도 있으며, 많은 지역에 인명하고 재산 피해를 남긴다. 풍속은 대개 시속 180km 이상으로 관측되며, 규모는 각기 편차가 심하다. 2007년까지는 토네이도의 위력을 후지타 등급으로 가늠했으나, 2007년 개량 후지타 등급으로 수정된 이후로는 EF0부터 EF5 등급으로 위력을 구분한다. 등급의 숫자가 올라갈 수록 위력이 강력한 토네이도이다.
발생 조건은 뇌우 등과 유사하다고 알려져 있으나 자세한 것은 아직 수수께끼이다.

## 구조 및 특징

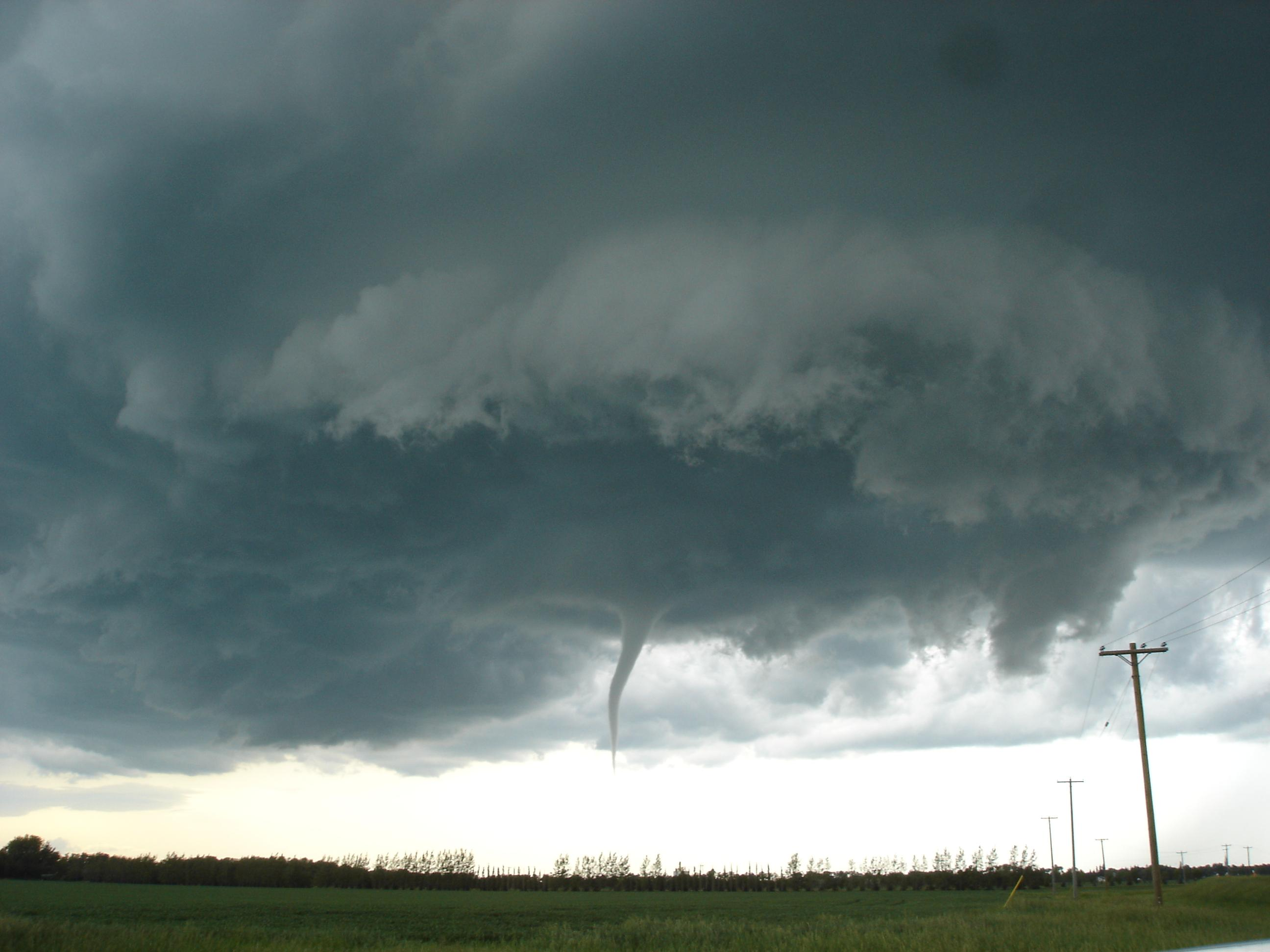
구름에서부터 슬금슬금 내려오기 시작하는 토네이도.

토네이도는 연평균 기온이 10-20℃ 사이에 있는 온대 지방에서 발생하는 경우가 많으며, 열대 지방에서는 발생할 확률이 극히 적다.
토네이도는 거의 연직(鉛直)인 축 주위에 격렬하게 회전하는 기둥 모양의 공기 소용돌이이다. 풍속은 태풍보다 강하여 순간 풍속이 150m/sec를 넘는 것도 있다. 기둥 모양의 소용돌이 바깥에서 빨려 들어온 공기는 기압이 급격히 낮아지기 때문에 단열 냉각에 의해 수증기가 응결하여 깔때기 모양의 구름이 생성된다. 매우 건조한 지역에 생기는 회오리의 경우에는 깔때기 구름이 생기지 않는 경우도 있다. 또한 깔때기구름이 짧아서 지면에 닿지 않는 경우도 있다.
토네이도는 소규모 현상인데 대부분 저기압성으로 회전하며, 지면에서 회오리 속으로 빨려 들어가는 공기는 나선 계단 모양으로 꼬이면서 상승한다. 토네이도가 저기압성으로 회전하고 있는 것은 그 모체가 되는 구름 자신이 저기압성 회전을 하고 있기 때문이다. 깔때기구름은 지면에 닿거나 떨어지거나 하면서 일반적으로 100m/s~200m/s의 속도로 진행한다. 그러나 때로는 250m/s 속도인 것도 있다.
토네이도는 일반적으로는 수명이 짧다. 미국에서 나온 통계 자료에 의하면 그 경로의 길이가 30 ~ 50km로 끝나는 경우가 많다. 그러나 400km 이상이나 되는 거리를 휩쓸고 지나가는 것도 있다.

## 토네이도의 생성 원리
토네이도는 난류풍과 냉류풍(차가운 바람과 따뜻한 바람)이 만나서 서로 대립하고 맞부딪쳐서 형성되는 것이다. 미국, 캐나다에서처럼 상층부의 찬공기와 하층부의 더운 공기가 대립하였을 때 소용돌이치면서 생기게 되며, 그리고 넓은 평원이 있어야 한다. 바람이 산을 넘게 되면 그 산들이 바람막이 역할을 하기 때문에 본래 갖고 있던 힘을 많이 잃게 된다.
대한민국과 일본에는 산이 많은데다 따뜻한 바람이 계절마다 불규칙적이기 때문에 토네이도가 잘 생기지 않는다.

## 규모 및 피해
토네이도는 EF0 ~ EF5로 나뉘는데 최저 등급인 EF0은 나뭇가지를 부러뜨리거나, 간판을 부수는 정도지만, 최고 등급인 EF5는 자동차를 들어올리며, 기관차도 감아올릴 뿐만 아니라, 선박도 전복시킬 수 있으며, 대형 여객기까지 날려 버릴 정도의 어마무시한 힘을 갖고 있다. 실제로 1931년, 미국 미네소타 주에서 발생한 토네이도는, 83톤의 기관차를 감아올렸다고 한다. 보통 토네이도는 시속 600km로 회전하는데, 1759년 4월 22일 토네이도는 시속 500km로 회전하며 집을 부수고 다녔다고 한다.

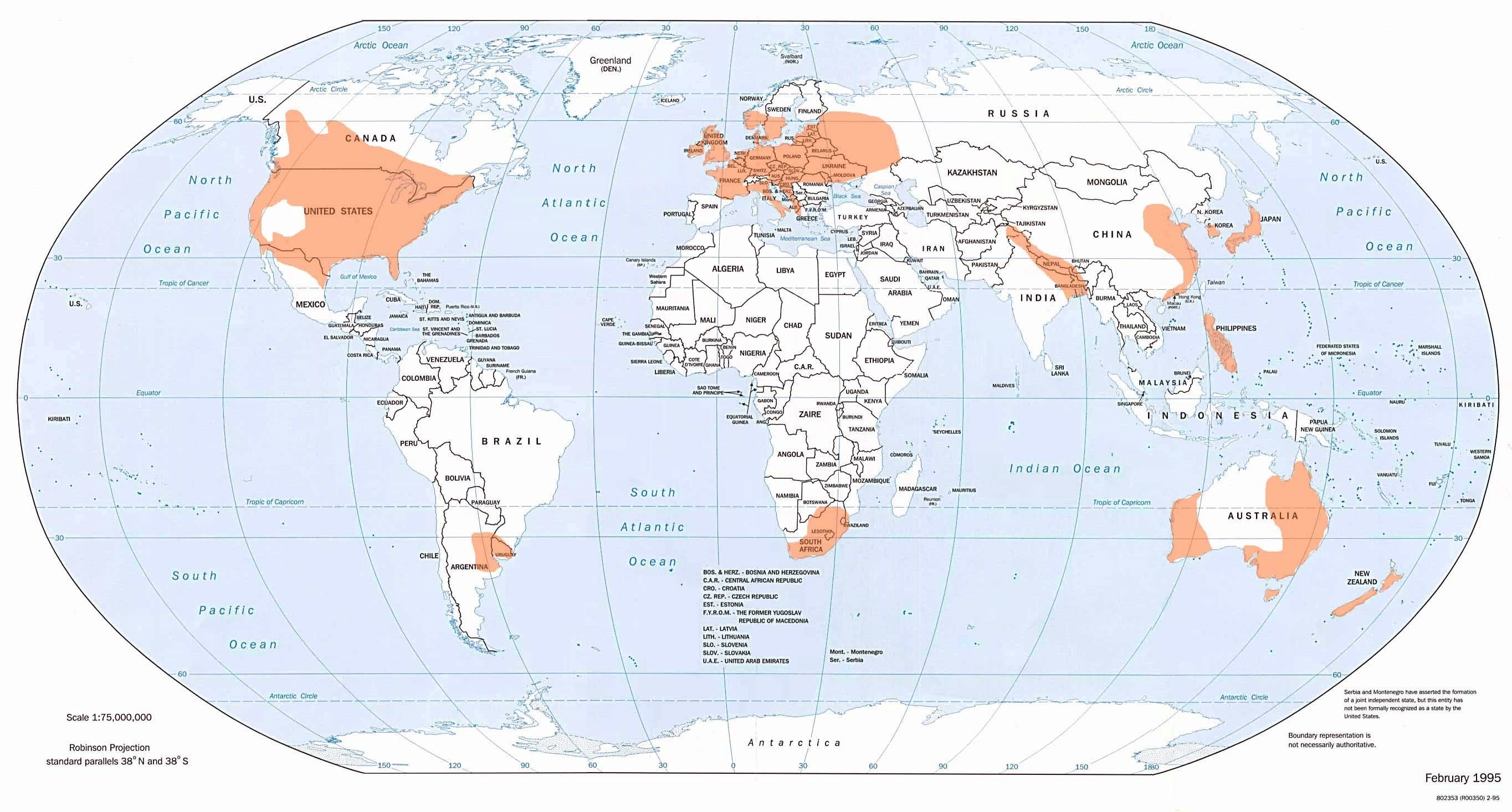
토네이도 발생 지역(주홍색)

캐나다에 발생한 토네이도. 2007년 촬영.

깔때기구름이 지면에 도달해 있을 때는 소용돌이가 강하여 제트기가 날고 있을 때와 같은 굉장한 소리를 내며, 나무를 뿌리째 뽑아 쓰러뜨리기도 하고, 지붕이 벗겨져 나가고 자동차가 날려가는 등의 무서운 횡포를 부린다. 또한 하나만 고립되어 발생하는 것도 있지만 넓은 범위에 걸쳐 몇 개의 토네이도가 발생하는 경우가 있다. 한 예로 1974년 4월 3일부터 4일까지 미국 동부 조지아주, 앨라배마주, 인디애나주에 이르는 넓은 지역에서 많은 회오리가 발생하여 사망 320명, 부상자가 수천 명이 넘었다. 깔때기구름이 지면에 닿지 않을 때는 소용돌이가 약하지만 그래도 상당한 피해를 주는 경우가 있다.
토네이도는 규모가 작기 때문에 사람이 살지 않는 곳에서 발생한 경우에는 기록에 남지 않는다. 그렇기 때문에 연간 몇 개 정도나 발생하는가 하는 것도 인구 밀도에 따라 다르며, 주민들이 어느 정도 토네이도에 관심이 있는가에 따라서도 달라진다. 1960년 이후 미국의 통계에 의하면 연간 500 ~ 900개 정도 발생하고 있다고 한다. 미국에서는 주로 봄과 여름에 발생하는데 가장 살인적인 토네이도는 1925년 3월에 미주리·일리노이·인디애나주를 통과하면서 689명의 인명 피해를 낸 것으로, 이동경로 350km, 폭 1.5km, 시속 100km/h였다.

## 관련 도서와 영화
- 소설 《오즈의 마법사》에서 주인공 도로시는 토네이도에 의해 날려 여행을 떠나게 된다.
- 영화 《트위스터》는 토네이도를 연구하는 과학자들의 노력을 담았다.
- 영화 《슈퍼토네이도》는 박물관에서 발생하는 토네이도의 파괴력을 감상한다.
- 영화 《신과 함께: 죄와 벌》에서 김자홍의 동생인 김수홍이 분노하여 선귀의 모습으로 토네이도를 만들어낸다.
- 영화 《투모로우》에서는 토네이도가 지나간 후, 쓰나미가 몰려온다.

## 같이 보기
- 회오리바람
- 열대 저기압
- 용오름
- 이차 유동
- 날씨
- 2011년 미국 토네이도 대규모 발생
- 후지타 등급
- 개량 후지타 등급